# Scott Moir
Scott Patrick Moir (ur. 2 września 1987  w London) – kanadyjski łyżwiarz figurowy, startujący w parach tanecznych z Tessą Virtue, a następnie trener łyżwiarstwa figurowego specjalizujący się w parach tanecznych. Trzykrotny mistrz olimpijski – z Vancouver (2010) i Pjongczangu (2018, w parach tanecznych i drużynowo), dwukrotny wicemistrz olimpijski z Soczi (2014, w parach tanecznych i drużynowo), trzykrotny mistrz świata (2010, 2012, 2017), trzykrotny mistrz czterech kontynentów (2008, 2012, 2017), multimedalista finału Grand Prix (zwycięstwo w 2016 roku) oraz 8-krotny mistrz Kanady (2008–2010, 2012–2014, 2017, 2018).
Virtue i Moir wielokrotnie bili rekordy świata w notach otrzymywanych od sędziów. Należy do nich historyczny rekord świata w tańcu oryginalnym przed zmianą przepisów w 2010 roku. W latach 2008–2018, przez 8 sezonów ich występów na arenie międzynarodowej, para Virtue i Moir nie zajęła miejsca poniżej podium, a w trakcie całej kariery seniorskiej stało się to tylko trzykrotnie na 45 startów.
Po Zimowych Igrzyskach Olimpijskich 2014 w Soczi ogłosili zakończenie kariery, jednak po dwóch sezonach przerwy zdecydowali się na powrót do rywalizacji, co ogłosili 20 lutego 2016 roku. W pierwszym sezonie po powrocie (2016/2017) byli bezkonkurencyjni.
9 lutego 2018 roku Virtue i Moir byli chorążymi reprezentacji Kanady na Zimowych Igrzyskach Olimpijskich 2018 w Pjongczangu. Po raz pierwszy w historii flaga Kanady była niesiona przez dwóch chorążych.
Dokładnie dwa lata po powrocie do zawodów, 20 lutego 2018 roku zdobyli swój trzeci złoty medal olimpijski, zostając najbardziej utytułowaną parą taneczną w historii łyżwiarstwa figurowego, niejednokrotnie określaną mianem legendarnej.
Po 22 latach wspólnej jazdy 17 września 2019 roku Virtue i Moir oficjalnie ogłosili zakończenie kariery.

## Życie prywatne
Scott Moir urodził się w London w kanadyjskiej prowincji Ontario, a dorastał w Ilderton, Ontario.
Scott pochodzi z łyżwiarskiej rodziny. Jego matka Alma była trenerką w lokalnym klubie łyżwiarskim, a ojciec Joe grał w hokeja. Jego dwóch starszych braci, Danny (ur. 1980) oraz Charlie, również trenowali łyżwiarstwo. Danny Moir wraz z ich kuzynką Sheri Moir zdobył brąz i srebro mistrzostw Kanady juniorów. Obecnie Danny jest trenerem łyżwiarskim, a drugi brat Charlie jest strażakiem w Calgary. Zaś jego kuzynki Sheri Moir i Cara Moir zdobyły brąz na mistrzostwach świata w łyżwiarstwie synchronicznym 2007 z kanadyjską drużyną Nexxice. Scott jest współwłaścicielem rodzinnego sklepu ze sprzętem łyżwiarskim Moir's Skate Shop w London, Ontario.
Moir i Virtue deklarują, że w życiu prywatnym są przyjaciółmi.
W sierpniu 2019 roku ogłosił swoje zaręczyny z Jaclyn Mascarin. W październiku 2021 roku potwierdził, że na początku 2021 roku urodziła się jego córka. 24 czerwca 2022 roku Moir i Mascarin pobrali się.

## Kariera sportowa

### Początki
Zaczął jeździć w wieku 3 lat. Początkowo jego pasją, tak jak większości chłopców w rodzinnym mieście był hokej na lodzie. Jednak później, uległ sugestiom rodziny i zdecydował się spróbować swoich sił w łyżwiarstwie figurowym. W październiku 1997 roku jego partnerką sportową została Tessa Virtue. Oboje dotychczas trenowali jazdę indywidualną, jednak zostali dobrani w parę przez ciotkę Scotta (siostra bliźniaczka jego matki) i ich trenerkę – Carol Moir, która jako pierwsza postawiła ich obok siebie na lodowisku w Ilderton, żeby porównać, czy ich wzrost pozwoli im na wspólne występy. Tessa po znalezieniu partnera, z którym mogłaby występować w konkurencji par tanecznych, natychmiast porzuciła jazdę indywidualną i w wieku 9 lat ostateczne zrezygnowała z oferty prestiżowej szkoły baletowej National Ballet School of Canada, do której uczęszczała latem. Para Virtue i Moir oficjalnie rozpoczęła swoją współpracę, mając jedynie 7 i 9 lat, ale w pierwszych wspólnych zawodach wystąpili dopiero rok później. W styczniu 1999 roku wygrali pierwsze zawody rangi prowincjonalnej w Woodstock w Ontario.

### Kariera juniorska

#### Sezon 2002–03
Przed sezonem 13-letnia Tessa i 15-letni Scott przenieśli swoje treningi z rodzinnych stron do Kitchener-Waterloo, gdzie ich trenerką i choreografką była Suzanne Killing, zaś później ich drugim trenerem został Paul MacIntosh. Ich kariera juniorska rozpoczęła się oficjalnie na mistrzostwach Kanady w 2003 roku, gdzie w tej kategorii zajęli 7. miejsce. Następnie w tym samym roku, mając jedynie 14 (Tessa) i 16 lat (Scott), wyjechali do Stanów Zjednoczonych, do Detroit w stanie Michigan, by tam trenować u rosyjskich trenerów – Igora Szpilbanda i Mariny Zujewej w klubie Arctic Edge FSC.

#### Sezon 2003–04
W sezonie 2003/2004 zadebiutowali w zawodach z cyklu Junior Grand Prix. Po zwycięstwie w mistrzostwach Kanady juniorów, zakwalifikowali się na mistrzostwa świata juniorów, gdzie zajęli 11. pozycję.

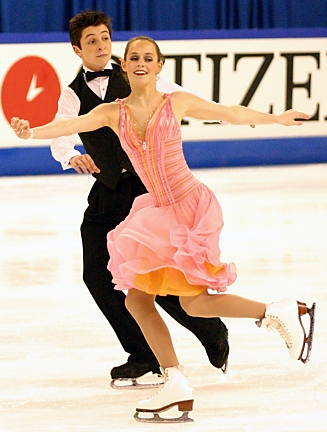
Mistrzostwa świata juniorów (2005)

#### Sezon 2004–05
W sezonie 2004/2005 Virtue i Moir rozpoczęli rywalizację na zawodach krajowych jako seniorzy, pozostając przy tym juniorami na arenie międzynarodowej. Zdobyli swoje pierwsze medale Junior Grand Prix – srebro we Francji i złoto w Chinach. Dało im to kwalifikację do finału Junior Grand Prix 2004, w którym zdobyli srebro, ustępując jedynie amerykańskiej parze Matthews / Zavozin. W debiucie na seniorskich mistrzostwach Kanady zajęli 4. lokatę, a udany sezon zwieńczyli wicemistrzostwem świata juniorów w Kitchener, po raz drugi przegrywając z Amerykanami.

#### Sezon 2005–06
W sezonie 2005/2006 byli niepokonani w zawodach juniorskich. W cyklu Junior Grand Prix zwyciężyli w zawodach w Andorze i Kanadzie. Po zakwalifikowaniu się do finału cyklu zdobyli złoto i pokonali w nim Amerykanów Meryl Davis i Charliego White’a, którzy później zostali ich największymi rywalami w całej karierze, oraz inną, utytułowaną w późniejszym czasie parę włoską – Annę Cappellini i Lucę Lanotte. Następnie Tessa i Scott zdobyli swój pierwszy medal mistrzostw Kanady w kategorii seniorów – brąz, dzięki czemu zostali pierwszą rezerwową parą na zbliżające się wtedy Zimowe Igrzyska Olimpijskie 2006 w Turynie (Kanada miała w tamtym czasie dwie kwalifikacje olimpijskie w konkurencji par tanecznych). Jak stwierdzili w wywiadach po latach, mieli wtedy nadzieję na debiut olimpijski, jednak ostatecznie do niego nie doszło, a ich nowym celem automatycznie stały się kolejne igrzyska. Zamiast występu na igrzyskach otrzymali możliwość debiutu w międzynarodowych zawodach seniorskich. Podczas mistrzostw czterech kontynentów w Colorado Springs zdobyli brązowy medal, ustępując na podium reprezentantom Stanów Zjednoczonych – parze Belbin / Agosto oraz Matthews / Zavozin. Na zwieńczenie sezonu Tessa i Scott jako pierwsza kanadyjska para w historii zostali mistrzami świata juniorów (13 lat później podczas mistrzostw świata juniorów 2019 ich sukces powtórzyła inna kanadyjska para Lajoie / Lagha).

### Kariera seniorska

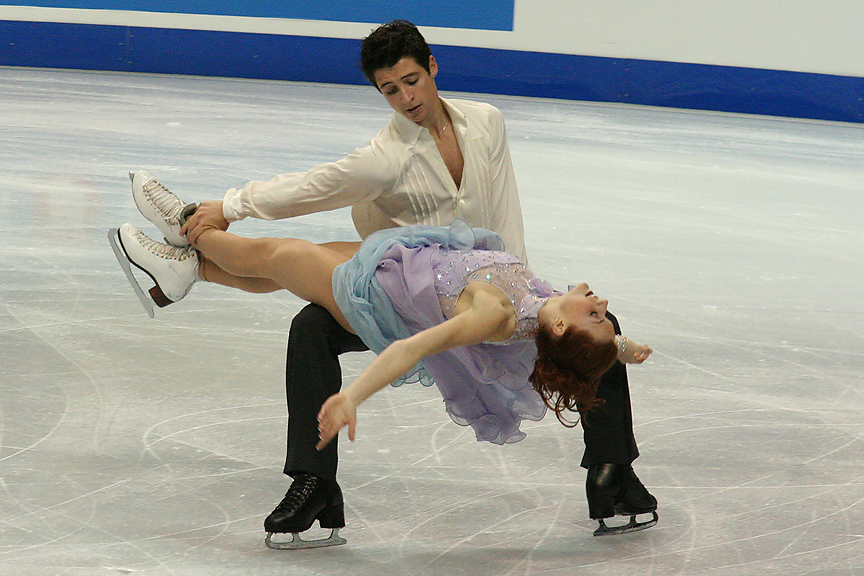
Skate Canada International 2006

#### Sezon 2006–07
W swoim pierwszym w pełni seniorskim sezonie prezentowali się w tańcu oryginalnym (OD) Assassination Tango oraz tańcu dowolnym (FD) Valse Triste. W swoim debiucie na zawodach z cyklu Grand Prix, Skate Canada International 2006 zdobyli srebrny medal, plasując się za rodakami – parą Marie-France Dubreuil i Patrice Lauzon, których niejednokrotnie wymieniali w wywiadach jako swój autorytet, inspirację i przyjaciół, którzy pomagają im w wejściu do seniorskiego łyżwiarstwa. W następnych zawodach, Trophée Eric Bompard 2006 Virtue i Moir uplasowali się na 4. pozycji. W tym samym roku zostali wicemistrzami Kanady, ponownie ustępując jedynie Dubreuil i Lauzonowi, dla których był to ostatni sezon w karierze, a Virtue i Moir byli uważani za naturalnych następców tej pary. Następnie Tessa i Scott obronili brąz mistrzostw czterech kontynentów i zadebiutowali na mistrzostwach świata, gdzie zajęli 6. miejsce.

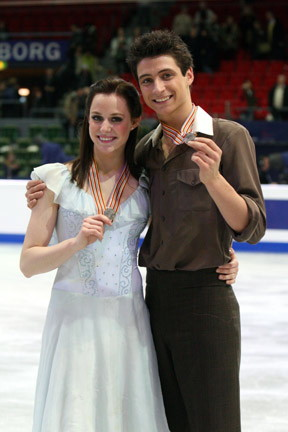
Pierwszy, srebrny medal mistrzostw świata (2008)

#### Sezon 2007–08
W kolejnym sezonie wykonywali taniec oryginalny Dark Eyes oraz taniec dowolny do piosenek z filmu Parasolki z Cherbourga, uważany za jeden z pierwszych legendarnych tańców tej pary.
W tym sezonie zajmowali konsekwentnie pierwsze i drugie miejsce na Skate Canada International 2007 i NHK Trophy 2007. Wysokie lokaty w zawodach Grand Prix dały im awans do finału, gdzie jako debiutanci zajęli 4. miejsce. Następnie na mistrzostwach Kanady w 2008 roku zdobyli pierwszy tytuł mistrzowski. Dobrą passę kontynuowali na mistrzostwach czterech kontynentów w Goyang, gdzie zdobyli pierwszy (z trzech) tytuł mistrzowski, po raz kolejny pokonując amerykańską parę Davis / White, z którą kontynuowali rywalizację rozpoczętą jeszcze w czasach juniorskich, należąc jednocześnie do tego samego klubu i trenując u tych samych trenerów. Z kolei na kończących sezon mistrzostwach świata w Göteborgu zdobyli srebro tuż za Francuzami Isabelle Delobel i Olivierem Schoenfelderem, jednocześnie zwyciężając w segmencie tańca dowolnego. Od tego momentu Virtue i Moir nie zajęli w swojej późniejszej karierze miejsca poniżej podium.

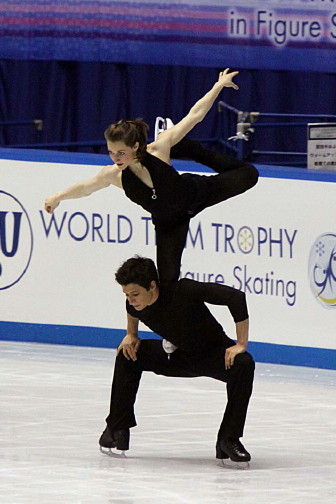
„The Goose” na mistrzostwach świata (2009)

#### Sezon 2008–09
W październiku 2008 roku zostało zdiagnozowane, że Tessa cierpi przewlekle na zespół ciasnoty przedziałów powięziowych (ang. chronic exertional compartment syndrome) spowodowany wysiłkowym przeciążeniem dolnej części nóg, który spowodował silne bóle i obrzęki. Tessa i Scott wycofali się ze startów w pierwszej części sezonu, Grand Prix, a Tessa poddała się pierwszej operacji. W czasie jej rehabilitacji Scott trenował indywidualnie, zaś Tessa utrzymywała, że operacja udała się i po raz pierwszy od dawna nie czuje bólu podczas jazdy na łyżwach. Do treningów wróciła już na początku grudnia 2008 roku, choć po kilku latach stwierdziła, że prawdopodobnie zrobiła to zbyt wcześnie.
Po powrocie do rywalizacji Tessa i Scott obronili tytuł mistrzów Kanady, a na mistrzostwach czterech kontynentów zdobyli srebro, przegrywając z Davis i White’em. Pomimo małej liczby treningów utrzymali medalową passę i stanęli także na podium mistrzostw świata, gdzie zdobyli brązowy medal za parą rosyjską Oksana Domnina / Maksim Szabalin oraz reprezentantami Stanów Zjednoczonych – parą Tanith Belbin / Benjamin Agosto.
W tym sezonie prezentowali taniec oryginalny Won't You Charleston with Me oraz taniec dowolny The Great Gig In The Sky do piosenek Pink Floyd, w którym po raz pierwszy wykonali swoje popisowe podnoszenie po linii prostej „The Goose”, które w przyszłości stało się ich znakiem rozpoznawczym i elementem wielu kolejnych programów, m.in. tańca dowolnego na igrzyskach olimpijskich w 2010 roku.

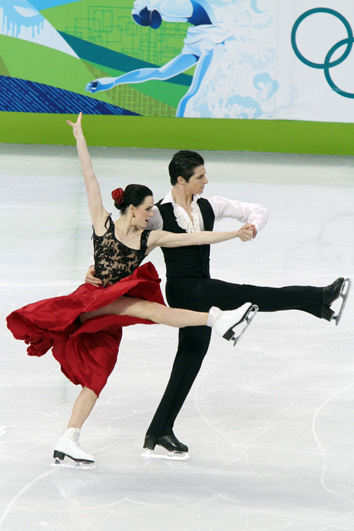
Taniec oryginalny Farrucas na igrzyskach olimpijskich (2010)

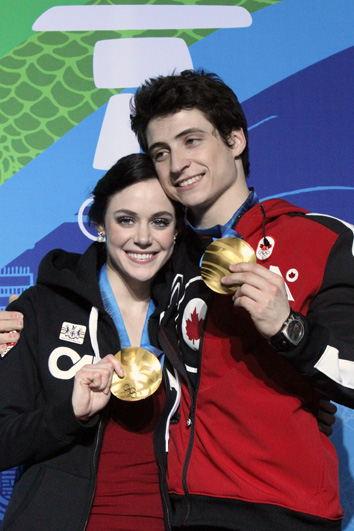
Virtue i Moir ze złotymi medalami olimpijskimi (2010)

#### Sezon 2009–10
W sezonie olimpijskim Virtue i Moir byli typowani jako kandydaci do medalu olimpijskiego. Sezon otworzyli dwoma wyraźnymi zwycięstwami w zawodach Grand Prix. Podczas francuskiego Trophée Éric Bompard 2009 pokonali reprezentantów gospodarzy Nathalie Péchalat i Fabiana Bourzata z przewagą 16,07 pkt. Kolejne zwycięstwo odnieśli podczas rodzimych zawodów Skate Canada International 2009, ponownie wyprzedzając Francuzów, tym razem o 19,31 pkt. Ich nota łączna wyniosła 204,38 pkt, a jeden z sędziów przyznał im 10 pkt za komponenty, co zdarzyło się pierwszy raz w historii. Po raz drugi w karierze zakwalifikowali się do finału Grand Prix w Tokio, ale tym razem zdobyli srebro, po raz kolejny przegrywając złoto z Davis i White’em, tym razem o 1,22 pkt pomimo zwycięstwa w segmencie tańca dowolnego.
W styczniu 2010 roku odbyły się mistrzostwa Kanady, które były ich ostatnim startem przed zimowymi igrzyskami olimpijskimi w Vancouver. Virtue i Moir po raz trzeci z rzędu wywalczyli tytuł mistrzowski, wyprzedzając drugą parę o ponad 37 pkt, co podkreśliło znaczącą różnicę między nimi a resztą stawki i dawało nadzieję na dobry wynik olimpijski przed własną publicznością. Uplasowali się pierwsi we wszystkich trzech segmentach zawodów i uzyskali w sumie 221,95 pkt, co było nowym rekordem w historii mistrzostw Kanady w notach za taniec dowolny i ocenę łączną.
Rywalizacja par tanecznych na igrzyskach olimpijskich w ich ojczyźnie rozpoczęła się 19 lutego tańcem obowiązkowym. W swoim debiucie olimpijskim Virtue i Moir wykonali Tango Romantica w ramach tańca obowiązkowego, ustanawiając przy tym rekord życiowy wynoszący 42,74 pkt. Po pierwszym dniu zmagań zajmowali 2. miejsce za Rosjanami, Oksaną Domniną i Maksimem Szabalinem, którzy wyprzedzali ich zaledwie o 1,02 pkt. Dwa dni później zdobyli najwyższą notę za taniec oryginalny, widowiskowe połączenie paso doble i flamenco Farrucas, obejmując prowadzenie w zawodach olimpijskich o 2,6 pkt przewagi nad Davis i White’em. W ostatnim dniu zawodów wykonali taniec dowolny do V Symfonii Gustava Mahlera w choreografii Mariny Zujewej, która wcześniej miała zamiar użyć tej melodii do stworzenia występu dla słynnej rosyjskiej pary sportowej Jekatieriny Gordiejewej i jej męża Siergieja Grińkowa, w czym przeszkodziła nagła śmierć Grińkowa. Sama Gordiejewa wykonywała później solowy program do tej samej melodii ku czci męża, kończąc występ w podobnej pozie, jak Virtue i Moir kończyli swój taniec, wznosząc ręce ku górze. Za taniec dowolny Tessa i Scott otrzymali 110,42 pkt, co w sumie dało im notę łączną 221,57 pkt i 5,83 pkt przewagi nad Meryl Davis i Charlie White’em. Aż od czterech sędziów otrzymali najwyższą możliwą notę. W momencie zdobycia pierwszego mistrzostwa olimpijskiego, Tessa i Scott zostali pierwszymi łyżwiarzami, którzy zdobyli złoty medal olimpijski w debiucie olimpijskim oraz pierwszą parą taneczną, która dokonała tego w swojej ojczyźnie, zostając przy tym najmłodszymi mistrzami olimpijskimi w konkurencji par tanecznych, mając w czasie startu 20 i 22 lata. Ponadto zostali pierwszą w historii parą taneczną z Kanady, która zdobyła tytuł mistrzów olimpijskich. Podczas pokazu mistrzów Tessa i Scott zaprezentowali taniec do Everybody Dance Now, w którym Tessa odgrywa rolę baleriny, którą planowała zostać, zaś Scott wciela się w hokeistę, którym chciał zostać w momencie nauki jazdy na łyżwach. Był to taniec z sezonu 2004/2005 i 2005/2006, który mieli pokazać na poprzednich igrzyskach, jednak nie otrzymali tej szansy.
Po sukcesie na igrzyskach Virtue i Moir wzięli udział w mistrzostwach świata w Turynie, gdzie już jako mistrzowie olimpijscy zostali mistrzami świata. Wyprzedzili Davis i White’a o 1,4 pkt, poprawiając przy tym swój rekord życiowy w tańcu obowiązkowym i ustanawiając rekord świata w tańcu oryginalnym (70,27 pkt), który został historycznym rekordem świata przed zmianą przepisów w konkurencji par tanecznych i wprowadzeniu od kolejnego sezonu tańca krótkiego w miejsce tańca obowiązkowego i oryginalnego.
Jak się później okazało, pomimo operacji Virtue w 2008 roku i jej zapewnieniom, że kontuzja została wyleczona, Tessa wciąż odczuwała silny ból nóg spowodowany zespołem ciasnoty przedziałów powięziowych. Kilka lat później potwierdziła, że na miesiąc przed debiutem olimpijskim nie była pewna, czy będzie w stanie wystąpić. Ukrywała ten fakt, aby sędziowie nie dopatrzyli się w jej występie olimpijskim dyskomfortu spowodowanego utrzymującym się bólem.

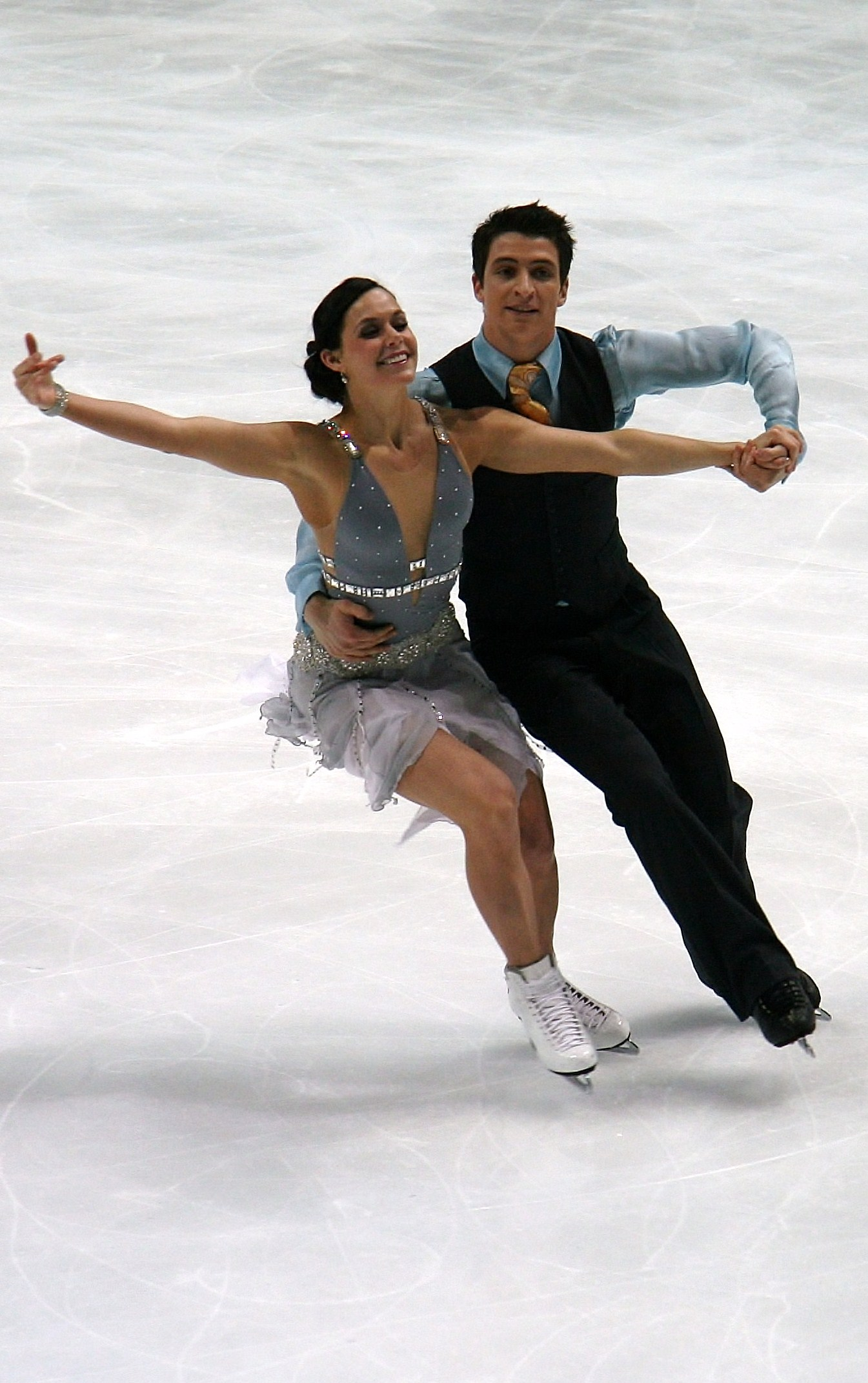
Taniec krótki Noce i dnie na mistrzostwach świata (2011)

#### Sezon 2010–11
W sezonie 2010/2011 Virtue i Moir zostali zgłoszeni do udziału w zawodach Grand Prix – Skate Canada International 2010 i Trophée Éric Bompard 2010, jednakże w październiku konieczna okazała się ponowna operacja nóg Tessy. Wykluczyło to ich z udziału w Grand Prix, zaś trenerzy odradzili im udział mistrzostwach Kanady pomimo kolejnego, szybkiego powrotu Tessy do treningów pod koniec listopada. Druga operacja Tessy była bardziej inwazyjna i dotyczyła nie tylko – tak jak w przypadku pierwszej operacji – uwolnienia przedziałów wewnętrznych, ale również przedziałów tylnych w jej łydce. Po operacji Tessa musiała uczyć się na nowo techniki jazdy na łyżwach tak, aby nie przeciążać tych samych mięśni co poprzednio.
Tessa i Scott powrócili do udziału w zawodach z dwoma nowymi programami, tańcem krótkim Noce i dnie oraz latynoskim tańcem dowolnym Hip Hip Chin Chin. Na mistrzostwach czterech kontynentów prowadzili po tańcu krótkim, ale musieli się wycofać z powodu odnawiającej się kontuzji Tessy, która poczuła przeszywający skurcz w lewej nodze tuż po podnoszeniu i nie była w stanie kontynuować występu. Pomimo trudności Tessa i Scott wystąpili na mistrzostwach świata, gdzie prowadzili z niewielką przewagą po tańcu krótkim, lecz nie udało się im jej utrzymać i ostatecznie przegrali po raz kolejny z duetem Davis / White, tym razem o 3,48 pkt.

#### Sezon 2011–12

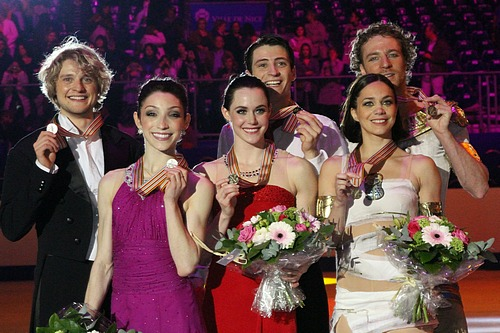
Drugi tytuł mistrzów świata (2012)

Virtue i Moir po raz pierwszy rozpoczęli sezon udziałem w zawodach spoza cyklu Grand Prix – Finlandia Trophy, w których odnieśli zwycięstwo. Następnie zwyciężali w dwóch zawodach z cyklu Grand Prix, Skate Canada International 2011, gdzie pokonali rodaków Kaitlyn Weaver i Andrew Poje o 22,35 pkt, a następnie w Trophée Éric Bompard 2011 z przewagą 12,37 pkt nad Nathalie Péchalat i Fabianem Bourzatem. W finale Grand Prix uplasowali się na drugiej pozycji, zdobywając srebrny medal za Davis i White’em. Później w tym samym miesiącu Międzynarodowa Unia Łyżwiarska (ISU) poinformowała, że podczas oceniania tańca dowolnego nastąpił błąd – Virtue i Moir powinni otrzymać 0,5 pkt więcej za taniec dowolny, co dałoby im zwycięstwo. Jednakże mimo to punktacja pozostała niezmieniona i nie przyznano im należnego zwycięstwa.
W styczniu 2012 roku Tessa i Scott zdobyli swój czwarty tytuł mistrzów Kanady, zaś miesiąc później zdobyli drugi tytuł mistrzów czterech kontynentów w karierze. Z kolei sezon zakończyli drugim tytułem mistrzów świata, zdobywając w Nicei złoty medal po wykonaniu latynoamerykańskiego tańca krótkiego, który był przeróbką ich zeszłorocznego tańca dowolnego oraz mistrzowskiego tańca dowolnego do muzyki z filmu Zabawna buzia. Obrońców tytułu, Meryl Davis i Charliego White’a pokonali o 4,03 pkt.

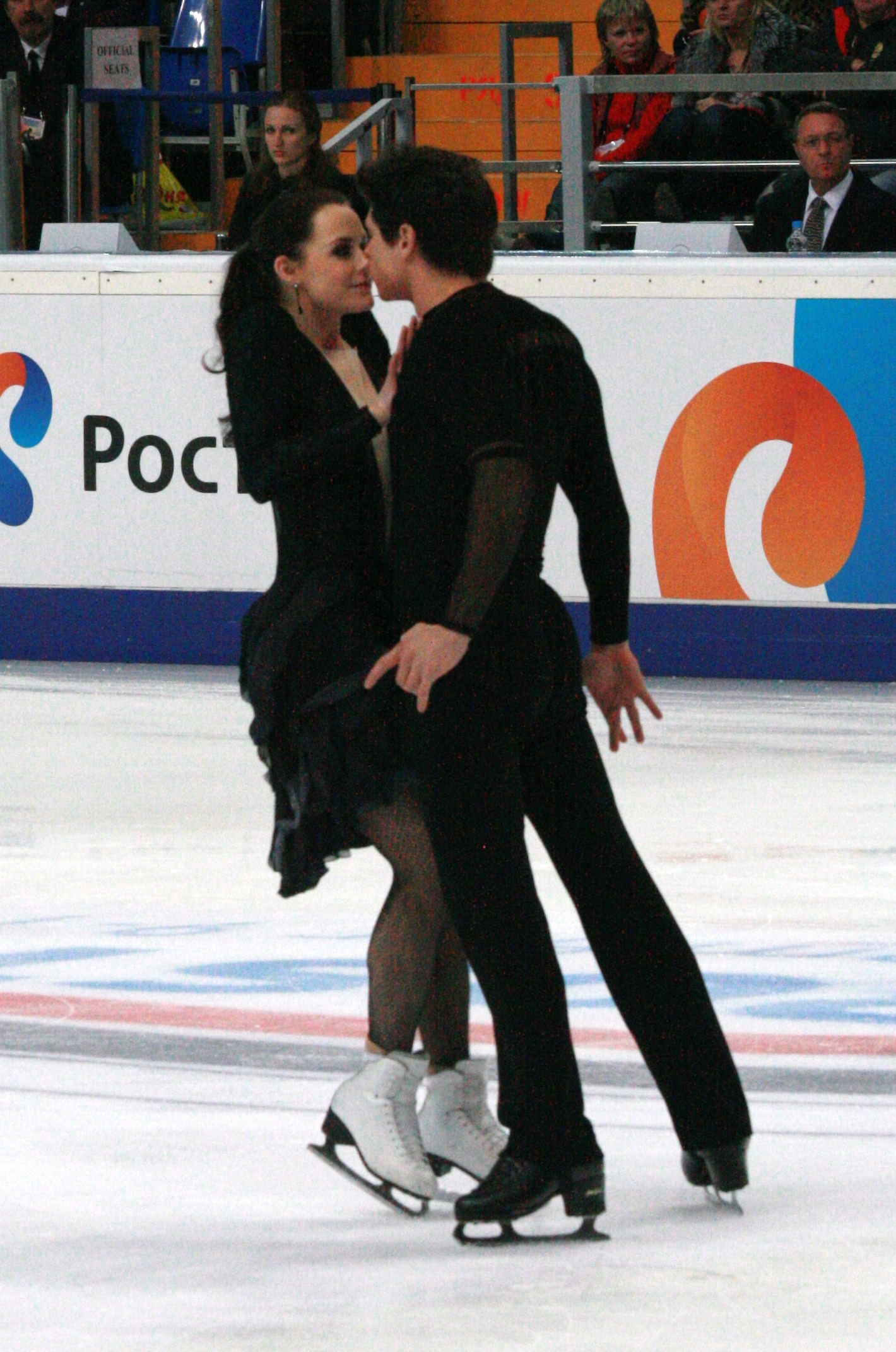
Taniec dowolny Carmen na Rostelecom Cup 2012

W czerwcu 2012 roku doszło do rozłamu w ich sztabie szkoleniowym. Z funkcji trenera na Arctic Edge Arena zrezygnował Igor Szpilband, dlatego wszystkie trenujące pary u duetu Zujewa i Szpilband musiały wybrać, u kogo chcą kontynuować treningi – u Zujewej w Canton lub u Szpilbanda w Novi. Virtue i Moir, tak jak ich najwięksi rywale Davis i White, zdecydowali się na pozostanie u Mariny Zujewej i automatyczną rezygnację z dalszej współpracy ze Szpilbandem.

#### Sezon 2012–13
Tessa i Scott rozpoczynali sezon z tańcem krótkim And The Waltz Goes On i tańcem dowolnym Carmen, który został okrzyknięty jednym z legendarnych programów tej pary. Jednak pomimo zgłoszenia do Finlandia Trophy 2012 musieli się wycofać z powodu lekkiego urazu szyjnego Scotta. Sezon rozpoczęli rywalizacją w dwóch zawodach Grand Prix. W październikowym Skate Canada International 2012 zdobyli złoto z notą łączną 169,41 pkt, wyprzedzając Włochów Annę Capellini i Lucę Lanotte o 9,35 pkt. O ile występ odbył się bez większych problemów, to niepokojąco wyglądała sama ceremonia medalowa. Virtue i Moir pojawili się na najwyższym stopniu podium i pogratulowali Włochom, jednak, gdy na podium wchodziła trzecia para, Virtue i Moir zniknęli z podium. Po krótkiej chwili na podium wrócił tylko Scott, co mogło oznaczać kolejne problemy zdrowotne Tessy. Virtue wróciła na podium po dłuższej chwili i otrzymała medal, który wcześniej odebrał w jej imieniu jej partner. Jak się potem okazało Tessa poczuła się słabo, dlatego postanowiła na chwilę zejść z podium. W listopadzie po raz kolejny zwyciężyli, tym razem w rosyjskim Rostelecom Cup 2012 z przewagą 15,53 pkt nad reprezentantami gospodarzy Jeleną Iljinych i Nikitą Kacałapowem. W finale Grand Prix w Soczi, drugi raz z rzędu i trzeci raz ogółem, przegrali z Davis i White’em o 3,56 pkt.

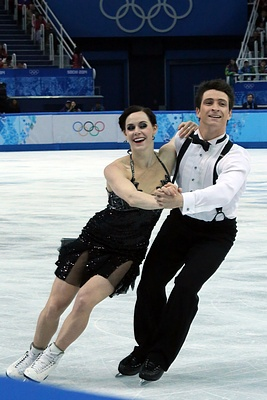
Taniec krótki (IO 2014)

W drugiej części sezonu Tessa i Scott zdecydowali się zmodyfikować swój taniec krótki do muzyki Anthony’ego Hopkinsa The Waltz Goes On, a jego nową wersję zaprezentowali podczas mistrzostw Kanady w styczniu 2013 roku, gdy po raz piąty zdobyli krajowy tytuł mistrzowski. Ich występy nie obyły się bez kłopotów, także ze względu na dużą liczbę zmian w tańcu krótkim i zmianie ostatniego podnoszenia w tańcu dowolnym. W tańcu dowolnym ich piruet otrzymał poziom 1 (na 4), podnoszenie poziom 2 (na 4) i otrzymali 2 pkt ujemne za zbyt długie podnoszenia. Pomimo tego udało im się utrzymać przewagę nad drugą parą Gilles / Poirier. Podczas mistrzostw czterech kontynentów w Osace Virtue i Moir zajmowali pierwsze miejsce po tańcu krótkim z najlepszym rezultatem w sezonie. Problemy pary rozpoczęły się podczas tańca dowolnego Carmen, gdy Tessa poczuła skurcz w nogach tuż przed podnoszeniem i para przerwała swój występ. Poprosili o przerwę medyczną, która trwała 3 minuty, a Tessa postanowiła dokończyć taniec pomimo bólu. Finalnie zdobyli wicemistrzostwo za plecami Davis i White’a o 3,04 pkt. W marcu mistrzostwa świata odbywały się w ich rodzinnym London. Zostali wicemistrzami świata po raz trzeci w karierze, znów przegrywając z Davis i White’em, tym razem o 4,52 pkt.

#### Sezon 2013–14

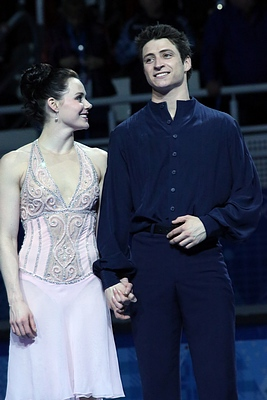
Wicemistrzostwo olimpijskie (2014)

W trakcie sezonu olimpijskiego ich przygotowania do obrony tytułu mistrzów olimpijskich zostały uwiecznione w reality show Tessa&Scott. Z programu telewizyjnego wynikało, że napięcie między parą Virtue / Moir i Davis / White było ogromne, zważając na możliwe stronnicze traktowanie Kanadyjczyków przez trenerkę Marinę Zujewą i faworyzowanie Amerykanów (Davis ukrywała związek z synem Zujewej za którego wyszła za mąż w 2019 roku). Obie pary były wymieniane jako główni kandydaci do złotego medalu olimpijskiego. Virtue i Moir w tańcu krótkim wykonywali obowiązkowy pattern Finnstep do piosenek Dream a Little Dream of Me, Muskrat Ramble i Cheek to Cheek, z kolei ich taniec dowolny Seasons był interpretacją klasycznych utworów Aleksandra Skriabina.
Virtue i Moir rozpoczęli sezon kolejnym zwycięstwem w Finlandia Trophy 2013 (na trzecim stopniu podium stanęła obok nich polska para Justyna Plutowska i Peter Gerber). Następnie Virtue i Moir zdobyli dwa złote medale w zawodach z cyklu Grand Prix, Skate Canada International 2013 i Trophée Éric Bompard 2013. Podczas finału Grand Prix w Fukuoce po raz trzeci z rzędu zajęli drugie miejsce, ustępując Davis i White’owi o 1,35 pkt, jednocześnie poprawiając swój najlepszy wynik w sezonie do równych 190 pkt.
W trakcie sezonu pojawiły się pogłoski, iż Tessa i Scott zamierzają zakończyć karierę po Zimowych Igrzyskach Olimpijskich 2014 w Soczi, co sugerował również ich program telewizyjny. Ich taniec dowolny Seasons, w którym końcowa poza polegała na ustawieniu się do hymnu z ręką na sercu, miała być zwieńczeniem ich olimpijskiej kariery.
W styczniu 2014 roku po raz szósty wygrali mistrzostwa Kanady. W tym czasie podczas wywiadów obydwoje potwierdzili pogłoski o tym, iż poważnie myślą o zakończeniu kariery po występie w Soczi. Przed igrzyskami Tessa i Scott borykali się z narastającym napięciem na treningach i długoletnią rywalizacją z Amerykanami. Podczas przygotowań do olimpiady Scott miał problemy z plecami, jednak nie była to trwała kontuzja, która mogła wykluczyć ich z udziału w igrzyskach.
Po raz pierwszy w historii na zimowych igrzyskach olimpijskich rozgrywano konkurs drużynowy, w którym Virtue i Moir wystąpili zarówno w tańcu krótkim, jak i dowolnym. Wraz z reprezentacją Kanady zdobyli srebrny medal, ustępując jedynie Rosjanom. W konkurencji par tanecznych po tańcu krótkim zajmowali zaskakujące i kontrowersyjne drugie miejsce, gdyż wielu ekspertów zaczęło głośno mówić o stronniczym głosowaniu i braku możliwości zdobycia złota przez Kanadyjczyków bez względu na jakość ich występu. Ponadto aż 7 kanadyjskich łyżwiarzy występujących w zawodach drużynowych było wezwanych na kontrole antydopingowe, dwoje z nich w środku nocy, zaś Kaetlyn Osmond aż dwukrotnie. Miało to być spowodowane zmową rosyjsko-amerykańską, w której amerykańscy sędziowie punktowali na korzyść Rosjan w zawodach drużynowych, zaś sędziowie rosyjscy mieli punktować na korzyść Amerykanów w konkurencji par tanecznych, choć amerykańska federacja później ostro temu zaprzeczyła. W kolejnym dniu zawodów Virtue i Moir ustanowili rekord świata w tańcu dowolnym, jednak kilka minut później został poprawiony po raz kolejny, tym razem przez amerykański zespół Davis / White. Finalnie, tak jak się spodziewano, Tessa i Scott zdobyli drugi srebrny medal na tych igrzyskach. Podczas pokazu mistrzów zaprezentowali taniec do piosenki Stay Rihanny. Od razu po igrzyskach zakończyli współpracę ze sztabem trenerskim Mariny Zujewej i wrócili do rodzinnej Kanady, kończąc sezon przed mistrzostwami świata.

#### Sezon 2014–15 i 2015–16
Virtue i Moir opuścili sezon 2014/2015 oraz 2015/2016. W tym czasie realizowali swoje prywatne plany, jednocześnie nie zaprzestając treningów i występów w rewiach łyżwiarskich m.in. w Stars On Ice, Holidays On Ice, Art On Ice w wielu państwach, m.in. w Europie, Kanadzie, Chinach i Japonii. W styczniu i w marcu 2016 roku współpracowali z kanadyjską telewizją sportową jako komentatorzy i konferansjerzy podczas mistrzostw Kanady i mistrzostw świata. W kwietniu 2016 roku zostali zaproszeni do udziału w rewii Stéphane Lambiela Legends on Ice, której celem jest zaprezentowanie najlepszych programów legendarnych łyżwiarzy. Tessa i Scott zaprezentowali program Carmen z sezonu 2012/2013.

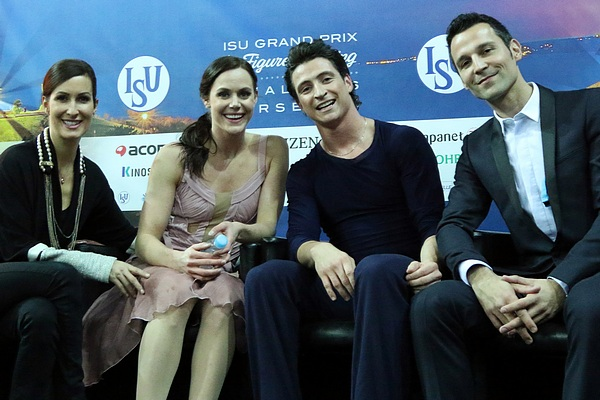
Z trenerami Marie-France Dubreuil i Romainem Haguenauerem (GPF 2016)

Jak się później okazało, po igrzyskach w Soczi, Moir borykał się z ułożeniem sobie życia bez łyżwiarstwa, był czas, że próbował odciąć się od spraw związanych ze sportem, a także dużo imprezował. Pomimo że ich odejście z rywalizacji było łączone z zakończeniem kariery, to po szeregu rozmów Virtue i Moir stwierdzili, że potrzebują w swoim życiu kolejnego celu. Jak wspominali ich pierwsza rozmowa o chęci powrotu miała miejsce podczas wycieczki na Wielki Mur Chiński. W styczniu 2016 roku Tessa i Scott spędzili dwa tygodnie na treningach w Montrealu u Marie-France Dubreuil i Patrice Lauzona w Gadbois Centre, z którymi spotykali się przez ostatnie dwa lata na tych samych rewiach. W późniejszych wywiadach Marie-France Dubreuil potwierdziła, że Tessa i Scott już w 2014 roku wyrazili pierwszą chęć dalszej rywalizacji i poprosili o ewentualne wsparcie ich powrotu w przyszłości. W momencie podjęcia przez nich ostatecznej decyzji o powrocie, w Montrealu trenowała już francuska para Gabriella Papadakis i Guillaume Cizeron, którzy konsekwentnie wygrywali kolejne tytuły mistrzowskie od 2015 roku i byli typowani jako kandydaci do złota olimpijskiego. Po raz kolejny Virtue i Moir mieli trenować w tym samym miejscu, co ich główni rywale do mistrzostwa olimpijskiego.
20 lutego 2016, dokładnie 2 lata przed planowanym finałem zawodów olimpijskich, Tessa i Scott potwierdzili, że w sezonie 2016/2017 wracają do udziału w zawodach krajowych i międzynarodowych. Od 2 czerwca 2016 roku rozpoczęli treningi w Gadbois Center w Montrealu, a ich głównymi trenerami zostało małżeństwo Marie-France Dubreuil oraz Patrice Lauzon. W skład zespołu trenerskiego wchodził także Romain Haguenauer (główny trener Francuzów), zaś za choreografię odpowiadali David Wilson i Samuel Chouinard. Od początku ogłoszenia powrotu, Tessa i Scott potwierdzili, że ich głównym celem są dwa złota olimpijskie, w parach tanecznych i zawodach drużynowych z reprezentacją Kanady.

#### Sezon 2016–17
Pomimo dwuletniej absencji, w sezonie 2016/2017 Virtue i Moir pozostali niepokonani. Trzykrotnie bili rekord świata w tańcu krótkim i nocie łącznej. W tym sezonie prezentowali się w tańcu krótkim z obowiązkowym patternem Midnight Blues do piosenek Prince’a – Kiss, 5 Women, Purple Rain oraz w tańcu dowolnym łączącym piosenkę Pilgrims on a Long Journey i Latch. Zwrócono uwagę na widoczną zmianę stylu Kanadyjczyków, przy niezmiennie wysokim poziomie technicznym.
Pierwszymi zawodami Tessy i Scotta po powrocie był kanadyjski Autumn Classic International 2016 w Montrealu, należący do cyklu Challenger Series. Za taniec krótki uzyskali 77,72 pkt, ustanawiając swój rekord życiowy. W tańcu dowolnym uzyskali 111,48 pkt, a ogółem 189,20 pkt, co pozwoliło im na odniesienie pierwszego zwycięstwa w sezonie z przewagą 28,7 pkt nad amerykańską parą Kaitlin Hawayek / Jean-Luc Baker. Następnie zwyciężali w zawodach z cyklu Grand Prix, w Skate Canada International 2016 i NHK Trophy 2016. Podczas zawodów w Japonii pobili rekord świata w tańcu krótkim z wynikiem 79,47 pkt, poprawiając dotychczasowy rekord świata z igrzysk olimpijskich w Soczi, należący do Meryl Davis i Charliego White’a, o 0,58 pkt. Kolejnego dnia zawodów zdobyli 116,37 pkt za taniec dowolny, bijąc rekord życiowy i ustanawiając rekord świata w nocie łącznej 195,84 pkt, który poprzednio również należał do Amerykanów. Ponadto podczas NHK Trophy 2016 Tessa i Scott zostali pierwszą parą taneczną, której udało się zwyciężyć nad dwukrotnymi mistrzami świata i Europy – niepokonanymi od dwóch sezonów Francuzami, Gabriellę Papadakis i Guillaume Cizerona. Ich przewaga wyniosła aż 9,18 pkt.

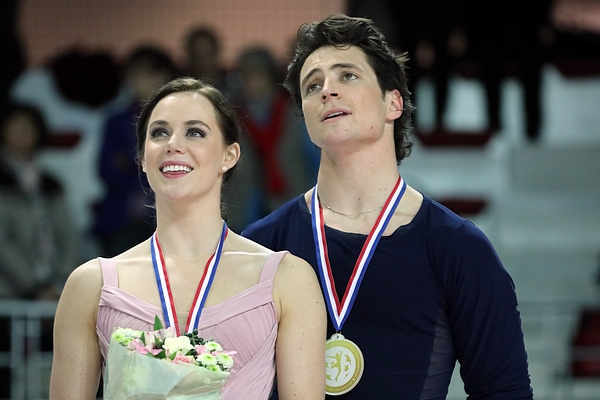
Pierwsze zwycięstwo w finale Grand Prix (2016)

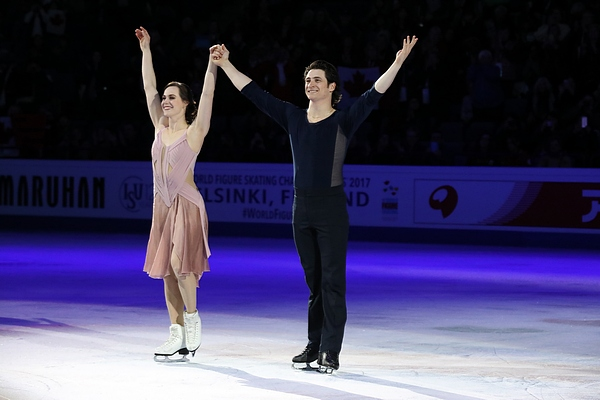
Trzecie mistrzostwo świata (2017)

Dwa tygodnie później, podczas grudniowego finału Grand Prix w Marsylii, Virtue i Moir poprawili własne rekordy życiowe. Stali się pierwszą parą taneczną w historii, która przekroczyła poziom 80 pkt w programie krótkim, zdobywając 80,50 pkt. Za taniec dowolny uzyskali 116,82 pkt, zaś łącznie 197,22 pkt, czym po raz kolejny ustanowili rekord świata. Tessa i Scott wygrali swój pierwszy w karierze finał Grad Prix (wcześniej czterokrotnie zajmowali 2. miejsce), przed francuskim duetem Papadakis / Cizeron oraz amerykańskim rodzeństwem Maia Shibutani / Alex Shibutani.
W styczniu 2017 Tessa Virtue i Scott Moir zdobyli siódmy tytuł mistrzów Kanady z notą łączną 203,45 pkt, ustanawiając nowy rekord kraju w tańcu krótkim, dowolnym i nocie łącznej. Sędziowie przyznali im maksymalną liczbę punktów za komponenty.
W lutym 2017 Virtue i Moir wystartowali w mistrzostwach czterech kontynentów w Gangneung w Korei Południowej. Mistrzostwa miały miejsce na lodowisku, gdzie dokładnie za rok miały odbyć się Zimowe Igrzyska Olimpijskie 2018. Tessa i Scott zdobyli tam trzeci w karierze tytuł mistrzowski, wyprzedzając pary amerykańskie Shibutani / Shibutani oraz Chock / Bates, a także ustanowili przy tym swój rekord życiowy w tańcu dowolnym – 117,20 pkt. Z kolei miesiąc później zostali mistrzami świata, zdobywając w Helsinkach swój trzeci tytuł w karierze. Za taniec krótki otrzymali 82,43 pkt i prowadzili w zawodach o 5,5 pkt nad broniącymi tytułu Papadakis i Cizeronem, łamiąc po raz kolejny rekord świata. Przegrali segment tańca dowolnego ze względu na podparcie Scotta w sekwencji choreograficznej, uzyskując 116,19 pkt, jednak bez względu na to poprawili rekord świata w nocie łącznej (198,62 pkt).

#### Sezon 2017–18
Sezon olimpijski 2017/2018 był kluczowy w kontekście powrotu Virtue i Moira do rywalizacji. Każdy ich ruch był bacznie obserwowany nie tylko przez kanadyjskie media, ale i całe środowisko łyżwiarskie. Tessa i Scott prezentowali w tym sezonie taniec krótki, który zawierał obowiązkowy wzór rumby i był tańcem latynoamerykańskim do piosenek Sympathy for the Devil zespołu The Rolling Stones, Hotel California zespołu The Eagles oraz Oye Como Va Santany. Z kolei ich taniec dowolny był interpretacją muzyki z Moulin Rouge! – jednego z najpopularniejszych filmów w środowisku łyżwiarskim. W wywiadach zarówno Tessa i Scott, jak i trenerzy pary, podkreślali, że motyw przewodni ich tańca dowolnego jest osobistą decyzją pary tanecznej, gdyż chcieli oni zaprezentować historię, którą ludzie zapamiętają i pokochają tak jak oni pokochali tę muzykę. Ich taniec rozpoczął się od wstępu The Show Must Go On zespołu Queen, a następnie para zaczynała jazdę od El Tango De Roxanne do Come What May. Ich taniec dowolny w pierwszej części sezonu (do finału Grand Prix włącznie) różnił się od występu olimpijskiego wykorzystanymi fragmentami piosenek.
Tessa i Scott, tak jak przed rokiem, rozpoczęli sezon zwycięstwem we wrześniowych zawodach z cyklu Challenger Series Autumn Classic International 2017. Następnie wygrali oba zawody Grand Prix, Skate Canada International 2017 i NHK Trophy 2017. Po raz pierwszy w sezonie spotkali się z największymi rywalami do złota olimpijskiego w finale Grand Prix w Nagoi. Tam Gabriella Papadakis i Guillaume Cizeron pokonali ich o 2,3 pkt, zwyciężając zarówno w tańcu krótkim, jak i dowolnym.
W styczniu 2018 roku Tessa i Scott zdobyli ósmy tytuł mistrzów Kanady z notą łączną 209,82 pkt, zdobywając perfekcyjną notę za taniec dowolny. Pomimo uznania dla tańca dowolnego, z którym spotkali się w rodzimym kraju, jedno z podnoszeń zostało uznane przez opinię publiczną za ryzykowne i kontrowersyjne. Tessa i Scott zdecydowali się zmodyfikować to podnoszenie jedynie na czas olimpijskiego konkursu drużynowego, jednak w ostatecznych zawodach par tanecznych powrócili do oryginalnej wersji.
9 lutego 2018 roku Virtue i Moir byli chorążymi reprezentacji Kanady na Zimowych Igrzyskach Olimpijskich 2018. Po raz pierwszy w historii flaga Kanady była niesiona przez dwóch chorążych.
W zawodach drużynowych byli reprezentantami Kanady zarówno w tańcu krótkim, jak i dowolnym. Wygrali rywalizację w obu segmentach, uzyskując odpowiednio 80,51 pkt i 118,10 pkt. 11 lutego reprezentacja Kanady zdobyła złoty medal, a Tessa i Scott swój drugi złoty, a czwarty ogółem medal olimpijski. Virtue i Moir występowali w konkursie olimpijskim par tanecznych z numerem 20, który symbolicznie oznaczał 20-letnią współpracę Tessy i Scotta. 19 lutego Virtue i Moir wykonali swój taniec krótki bezbłędnie i otrzymali od sędziów 83,67 punktów, poprawiając przy tym własny rekord świata. Na tym etapie mieli 1,74 pkt przewagi nad drugimi Francuzami.

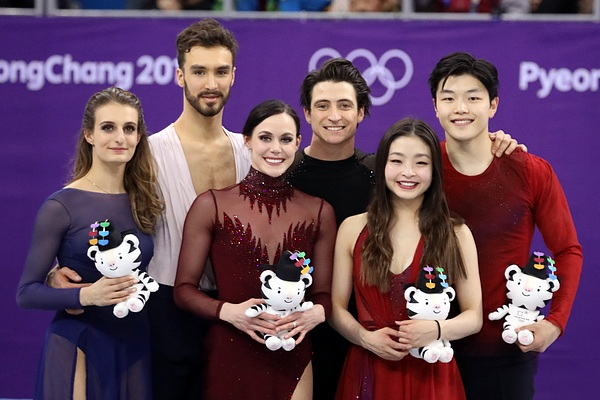
Ceremonia kwiatowa po zdobyciu drugiego mistrzostwa olimpijskiego wśród par tanecznych (2018)

Dzień później Virtue i Moir kończyli swoim występem zawody olimpijskie. Papadakis i Cizeron otrzymali za swój taniec dowolny do Sonaty Księżycowej 123,35 pkt, ustanawiając rekord świata zarówno w tańcu dowolnym, jak i nocie łącznej. Tessa i Scott przejechali swój program bezbłędnie, otrzymując od 122,40 pkt za taniec dowolny i przegrywając z Francuzami w segmencie tańca dowolnego, jednak ich przewaga wystarczyła do osiągnięcia 206,07 pkt w nocie łącznej i pobicia rekordu świata, a co za tym idzie pokonania Papadakis i Cizerona w klasyfikacji końcowej o 0,79 pkt. Virtue i Moir zdobyli trzeci złoty, a piąty ogółem medal olimpijski dokładnie dwa lata po ogłoszeniu swojego powrotu do rywalizacji, zostając najbardziej utytułowaną parą taneczną w historii dyscypliny.

### Inne

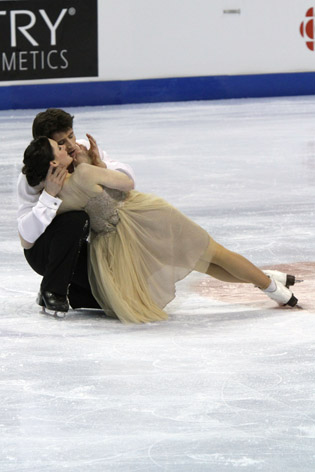
Poza kończąca ich program dowolny Mahler na mistrzostwach Kanady 2010, którą 9 lat później zakończyli swój ostatni występ w karierze podczas programu Fix You

Tessa Virtue i Scott Moir brali udział w największych rewiach i galach łyżwiarskich w wielu krajach. Począwszy od 2007 roku pojawili się w m.in. Festa On Ice, Shall We Dance On Ice, Stars On Ice (m.in. w Japonii i Korei), Medalists On Ice, All That Skate, Art on Ice, Ice Legends. Wchodzą w skład regularnej obsady Stars On Ice Canada, obok takich kanadyjskich gwiazd jak Kurt Browning, Elvis Stojko, Jeffrey Buttle, Patrick Chan, Kaetlyn Osmond, Meagan Duhamel / Eric Radford oraz Kaitlyn Weaver / Andrew Poje.
W 2010 roku, po zdobyciu pierwszego mistrzostwa olimpijskiego, Virtue, Moir oraz Steve Milton wydali książkę o charakterze biograficznym, opowiadającą o karierze Tessy i Scotta, zatytułowaną: Tessa And Scott: Our Journey From Childhood Dream To Gold. W 2013 roku wraz ze Scottem wzięli udział w programie telewizyjnym Tessa and Scott, który opowiadał o ich przygotowaniach do Zimowych Igrzysk Olimpijskich 2014 w Soczi. W 2018 roku, po zdobyciu dwóch złotych medali na igrzyskach 2018 w Pjongczangu, wydali zaktualizowane wydanie swojej biografii.
W maju 2018 roku po ponad trzech miesiącach występów gościnnych w rewiach łyżwiarskich w Kanadzie, Japonii i Korei, Virtue i Moir ogłosili rozpoczęcie przygotowań do własnej rewii łyżwiarskiej The Thank You Canada Tour do której jako współproducenci zaprosili swoich rodaków m.in. Kaetlyn Osmond, Kaitlyn Weaver i Andrew Poje, Elvis Stojko, Patrick Chan, Meagan Duhamel i Eric Radford. Tournee łyżwiarskie odbyło się w październiku i listopadzie 2018 r. w małych kanadyjskich miejscowościach jako podziękowanie za wsparcie jakie kibice okazywali duetowi przez ponad 20 lat kariery. W sierpniu 2019 ogłosili drugie tournee, do którego zaprosili Kaetlyn Osmond, Patricka Chana, Elvisa Stojko, Jeremy’ego Abbott, Carolinę Kostner, Tetianę Wołosożar i Maksima Trańkowa. Trasa trwała około 2 miesiące i obejmowała kanadyjskie oraz amerykańskie miasta.
17 września 2019 roku Tessa i Scott ogłosili zakończenie kariery sportowej po 22 latach wspólnej jazdy. Ich ostatni taniec miał miejsce 23 listopada 2019 roku w Saint John, podczas ostatniego występu w ramach trasy Rock The Rink. Wykonali taniec do piosenki Fix You, do którego choreografię ułożył Charlie White.
27 listopada 2020 roku ogłoszono przyznanie Virtue i Moirowi odznaczeń państwowych tj. Orderu Kanady w stopniu Członka (CM) za ich „niezrównaną doskonałość w tańcu na lodzie i inspirowanie następnego pokolenia kanadyjskich łyżwiarzy figurowych”.
Na początku kwietnia 2023 roku Virtue i Moir wzięli udział w 50-leciu ich pierwszego klubu sportowego z Ilderton. Para wykonała wspólnie krótki przejazd m.in. podnoszenie Goose.

## Kariera trenerska
3 lutego 2021 roku Ice Academy of Montreal (I.AM), czyli klub łyżwiarski z Gadbois Centre prowadzony przez byłych trenerów Moira i Virtue, Marie-France Dubreuil, Patrice Lauzona, Romain Haguenauera, ogłosił utworzenie nowej filii akademii w London. Moir został ogłoszony głównym trenerem oraz dyrektorem zarządzającym I.AM Ontario. W jego zespole trenerskim znalazła się m.in. jego matka Alma i ciotka Cara Moir, jego pierwsza trenerka. Następnie do jego zespołu trenerskiego dołączyła m.in. Madison Hubbell z którą zostali głównymi trenerami pary tanecznej Christiny Carreiry i Anthony’ego Ponomarenko.

## Osiągnięcia
Z Tessą Virtue
| Zawody                                | 01–02          | 02–03          | 03–04          | 04–05          | 05–06          | 06–07          | 07–08          | 08–09          | 09–10          | 10–11          | 11–12          | 12–13          | 13–14          | 16–17          | 17–18          |                |                |
| Międzynarodowe                        | Międzynarodowe | Międzynarodowe | Międzynarodowe | Międzynarodowe | Międzynarodowe | Międzynarodowe | Międzynarodowe | Międzynarodowe | Międzynarodowe | Międzynarodowe | Międzynarodowe | Międzynarodowe | Międzynarodowe | Międzynarodowe | Międzynarodowe | Międzynarodowe | Międzynarodowe |
| ------------------------------------- | -------------- | -------------- | -------------- | -------------- | -------------- | -------------- | -------------- | -------------- | -------------- | -------------- | -------------- | -------------- | -------------- | -------------- | -------------- | -------------- | -------------- |
| Igrzyska olimpijskie                  |                |                |                |                |                |                |                |                | 1              |                |                |                | 2              |                | 1              |                |                |
| Mistrzostwa świata                    |                |                |                |                |                | 6              | 2              | 3              | 1              | 2              | 1              | 2              | WD             | 1              | WD             |                |                |
| Mistrzostwa czterech kontynentów      |                |                |                |                | 3              | 3              | 1              | 2              |                | WD             | 1              | 2              |                | 1              |                |                |                |
| GP Finał Grand Prix                   |                |                |                |                |                |                | 4              |                | 2              |                | 2              | 2              | 2              | 1              | 2              |                |                |
| GP NHK Trophy                         |                |                |                |                |                |                | 2              |                |                |                |                |                |                | 1              | 1              |                |                |
| GP Rostelecom Cup                     |                |                |                |                |                |                |                |                |                |                |                | 1              |                |                |                |                |                |
| GP Skate Canada International         |                |                |                |                |                | 2              | 1              |                | 1              |                | 1              | 1              | 1              | 1              | 1              |                |                |
| GP Trophée Eric Bompard               |                |                |                |                |                | 4              |                |                | 1              |                | 1              |                | 1              |                |                |                |                |
| Finlandia Trophy                      |                |                |                |                |                |                |                |                |                |                | 1              |                | 1              |                |                |                |                |
| Autumn Classic International          |                |                |                |                |                |                |                |                |                |                |                |                |                | 1              | 1              |                |                |
| Międzynarodowe: Kategorie młodzieżowe |                |                |                |                |                |                |                |                |                |                |                |                |                |                |                |                |                |
| Mistrzostwa świata juniorów           |                |                | 11             | 2              | 1              |                |                |                |                |                |                |                |                |                |                |                |                |
| JGP Finał                             |                |                |                | 2              | 1              |                |                |                |                |                |                |                |                |                |                |                |                |
| JGP w Andorze                         |                |                |                |                | 1              |                |                |                |                |                |                |                |                |                |                |                |                |
| JGP w Chinach                         |                |                |                | 1              |                |                |                |                |                |                |                |                |                |                |                |                |                |
| JGP w Chorwacji                       |                |                | 4              |                |                |                |                |                |                |                |                |                |                |                |                |                |                |
| JGP we Francji                        |                |                |                | 2              |                |                |                |                |                |                |                |                |                |                |                |                |                |
| JGP w Kanadzie                        |                |                |                |                | 1              |                |                |                |                |                |                |                |                |                |                |                |                |
| JGP w Słowacji                        |                |                | 6              |                |                |                |                |                |                |                |                |                |                |                |                |                |                |
| NACS Thornhill                        |                |                | 1              |                |                |                |                |                |                |                |                |                |                |                |                |                |                |
| Krajowe                               |                |                |                |                |                |                |                |                |                |                |                |                |                |                |                |                |                |
| Mistrzostwa Kanady                    | 3 N            | 7 J            | 1 J            | 4              | 3              | 2              | 1              | 1              | 1              | WD             | 1              | 1              | 1              | 1              | 1              |                |                |
| Western Ontario                       |                | 1 J            | 1 J            | 1 J            |                |                |                |                |                |                |                |                |                |                |                |                |                |
| Zawody drużynowe                      |                |                |                |                |                |                |                |                |                |                |                |                |                |                |                |                |                |
| Igrzyska olimpijskie                  |                |                |                |                |                |                |                |                |                |                |                |                | 2 T 2 P        |                | 1 T 1 P        |                |                |
| World Team Trophy                     |                |                |                |                |                |                |                | 2 T 2 P        |                |                | 3 T 2 P        |                |                |                |                |                |                |

## Programy
Tessa Virtue / Scott Moir
| Sezon   | Pokazy mistrzów |
| ------- | --- |

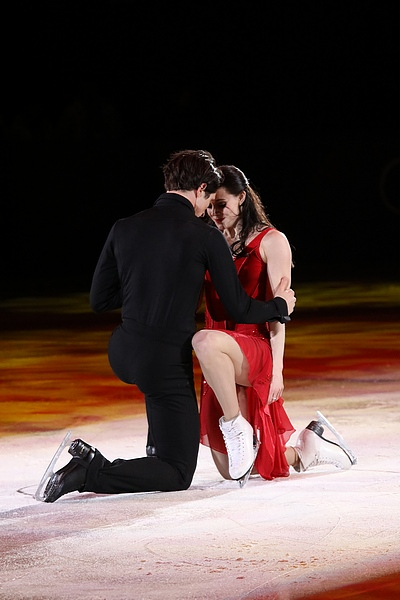
Long Time Running (ZIO 2018)

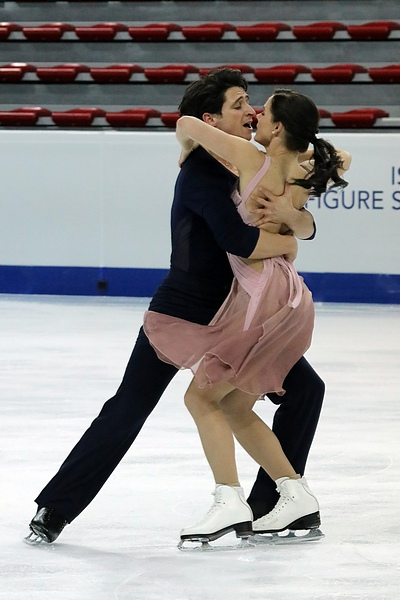
Latch (SCI 2016)

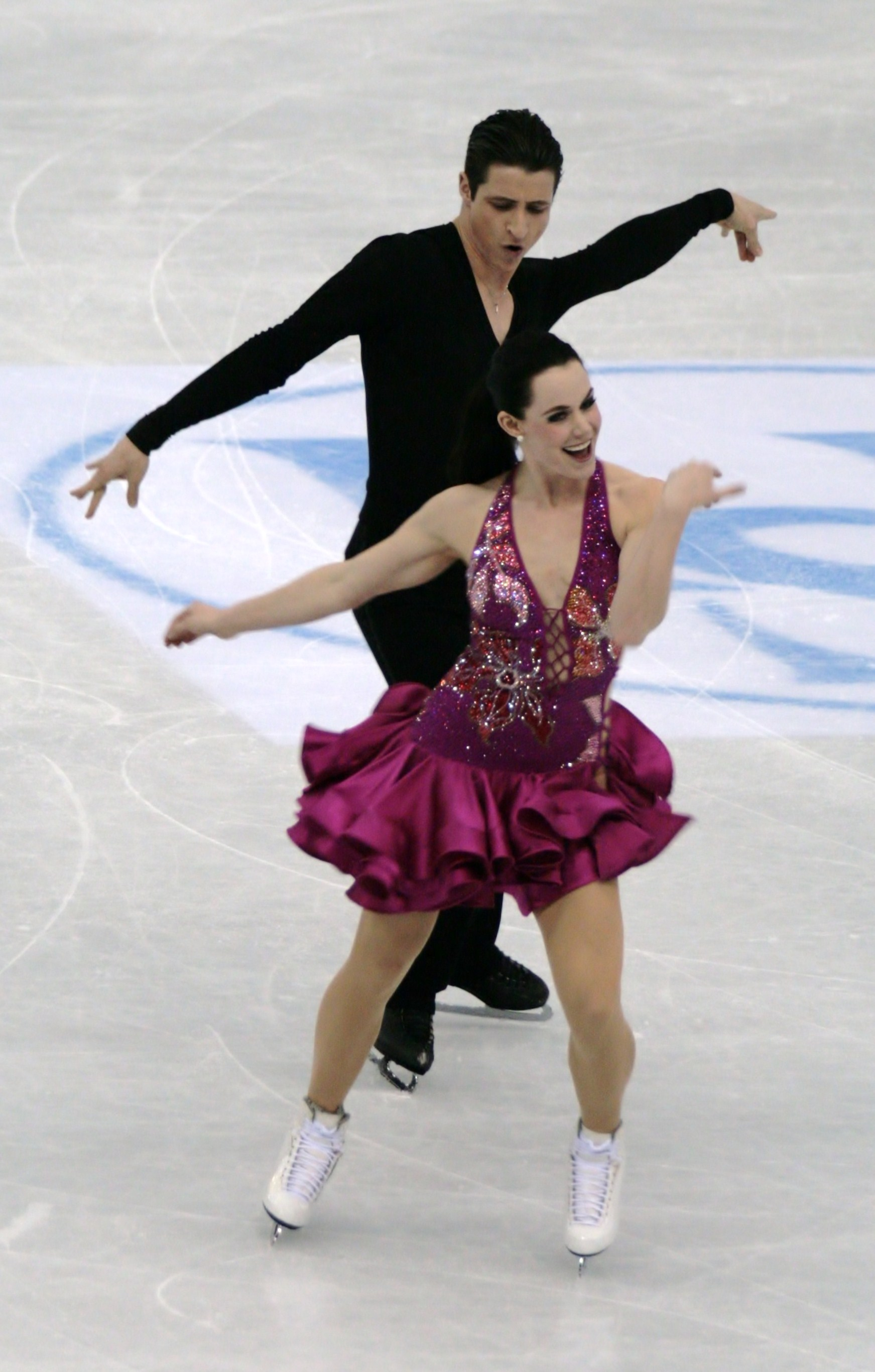
Taniec krótki Hip Hip Chin Chin (MCK 2012)

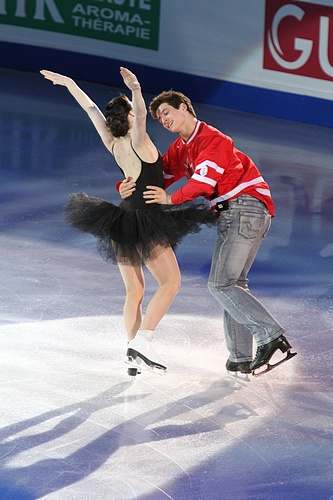
Everybody Dance Now (MŚ 2010)

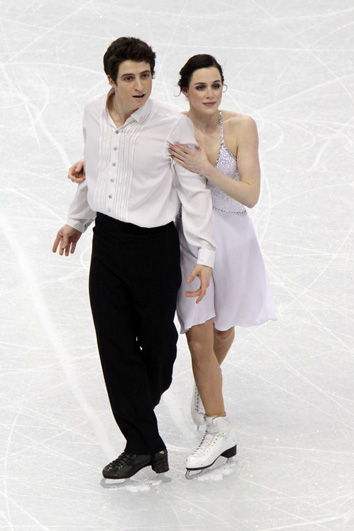
Taniec dowolny Mahler (ZIO 2010)

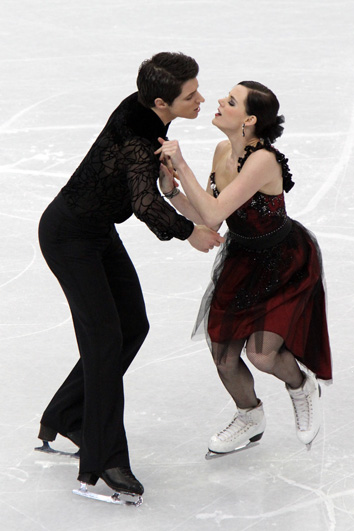
Tango Romantica (ZIO 2010)

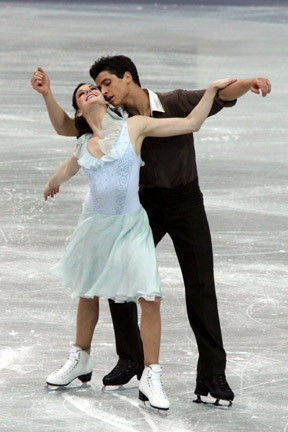
Umbrellas of Cherbourg (MŚ 2008)

| 2019–20 | - Fix You – Coldplay choreografia: Charlie White - Wish You Were Here – Pink Floyd choreografia: Guillaume Cote - Sway – Michael Buble    |
| 2018–19 | - Dark Times – The Weeknd, Ed Sheeran choreografia: Samuel Chouinard - You Rock My World – Michael Jackson choreografia: Samuel Chouinard |

| Sezon   | Taniec krótki (SD) | Taniec dowolny (FD) | Pokazy mistrzów |
| ------- | --- | --- | --- |
| 2017–18 | - Samba: Sympathy for the Devil – The Rolling Stones - Rumba: Hotel California – Eagles - Cha-cha: Oye Como Va – Santana | - Moulin Rouge! medley – Nicole Kidman, Ewan McGregor, Jacek Koman choreografia: Marie-France Dubreuil, David Wilson, Samuel Chouinard - The Show Must Go On - El Tango De Roxanne - Come What May | - You Raise Me Up choreografia: Tessa Virtue, Scott Moir - I Dreamed a Dream (z musicalu Les Misérables) – Anne Hathaway choreografia: Tessa Virtue, Scott Moir - Moulin Rouge! medley - You Rock My World – Michael Jackson choreografia: Samuel Chouinard - Long Time Running – The Tragically Hip choreografia: Tessa Virtue, Scott Moir |
| 2016–17 | - Hip Hop: Kiss – Prince - Blues: 5 Women – Prince - Blues: Purple Rain – Prince                                         | - Pilgrims on a Long Journey – Cœur de pirate - Shadows – Karl Hugo - Latch (wersja akustyczna) – Sam Smith, oryg. Disclosure choreografia: Marie-France Dubreuil, David Wilson                    | - Sorry – Justin Bieber choreografia: Samuel Chouinard |

| Sezon   | Pokazy mistrzów |
| ------- | --- |
| 2015–16 | - Sorry – Justin Bieber choreografia: Samuel Chouinard - What's Love Got to Do with It – Miku Grahama, Michael Shanda oryg. Tina Turner choreografia: Marie-France Dubreuil, David Wilson - Have Yourself a Merry Little Christmas          |
| 2014–15 | - Say It Right – Nelly Furtado - Stay – Rihanna - Good Kisser – Usher choreografia: Marie-France Dubreuil, Patrice Lauzon, Samuel Chouinard - How Will I Know – Sam Smith, oryg. Whitney Houston choreografia: Jeffrey Buttle - All We Have |

| Sezon   | Taniec krótki (SD) | Taniec dowolny (FD) | Pokazy mistrzów |
| ------- | --- | --- | --- |
| 2013–14 | - Fokstrot: Dream a Little Dream of Me – Ella Fitzgerald, Louis Armstrong - Quickstep: Muskrat Ramble – Hot Five - Fokstrot: Cheek to Cheek – Ella Fitzgerald, Louis Armstrong choreografia: Marina Zujewa, Jean-Marc Généreux | - The Seasons – Aleksandr Głazunow - Waltz in Concerto No. 2 – Aleksandr Głazunow - Piano Concerto in F – Aleksandr Skriabin choreografia: Marina Zujewa, Siergiej Wołodin, Jennifer Swan | - Into the Mystic – Van Morrison choreografia: Tessa Virtue, Scott Moir - Top Hat and Tails – Ella Fitzgerald, Louis Armstrong choreografia: Marie-France Dubreuil, Patrice Lauzon - Stay – Rihanna |
| 2012–13 | - Walc: And The Waltz Goes On – Anthony Hopkins | - Carmen – Rodion Szczedrin choreografia: Marina Zujewa, Jennifer Swan | - Carmen – Georges Bizet - Stay – Rihanna - Hallelujah – Jeff Buckley, oryg. Leonard Cohen |
| 2011–12 | - Samba: Hip Hip Chin Chin – Club des Belugas - Rumba: Temptation – Diana Krall - Samba: Mujer Latina – Thalía | - Funny Face – George Gershwin - Basal Metabolism – Adolph Deutsch - 'S Wonderful – George Gershwin                                                                                       | - Hallelujah – Jeff Buckley, oryg. Leonard Cohen - Ain’t No Mountain High Enough – Marvin Gaye, Tammi Terrell - I Want to Hold Your Hand – T. V. Carpio, oryg. The Beatles                          |
| 2010–11 | - Tango: Schenkst Du Beim Tango Mir Dein Herz – Dajos Bela & Sein Tanzorchester - Walc: Nights and days (z filmu Noce i dnie) – Waldemar Kazanecki                                                                             | - Hip Hip Chin Chin – Club des Belugas - Temptation – Diana Krall - Mujer Latina – Thalía                                                                                                 | - I Want to Hold Your Hand – T. V. Carpio, oryg. The Beatles |
| Sezon   | Taniec oryginalny (OD) | Taniec dowolny (FD) | Pokazy mistrzów |
| 2009–10 | - Flamenco: Farrucas – Pepe Romero | - V symfonia Mahlera – Gustav Mahler, aranżacja: Ryner Stoetzer | - Everybody Dance Now – C+C Music Factory - V symfonia Mahlera – Gustav Mahler - Jack & Diane – John Mellencamp choreografia: David Wilson                                                          |
| 2008–09 | - Charleston: Won't You Charleston with Me? (z musicalu The Boy Friend) | - The Great Gig in the Sky – Pink Floyd - Money – Pink Floyd | - Jack & Diane – John Mellencamp choreografia: David Wilson |
| 2007–08 | - Dark eyes | - Umbrellas of Cherbourg – Michel Legrand | - I Could Have Danced All Night – Jamie Cullum - Dare You to Move – Switchfoot |
| 2006–07 | - Assassination Tango Building the Bullet – Luis Bacalov | - Valse Triste – Jean Sibelius | - Black Magic Woman – Santana - Tennessee Waltz – Holly Cole Trio |
| 2005–06 | - Beautiful Maria (z filmu Królowie mambo) - Do You Only Wanna Dance – Julio Daviel Big Band | - Malagueña – Raúl di Blasio | - No Me Ames – Jennifer Lopez, Marc Anthony - Everybody Dance Now – C+C Music Factory |
| 2004–05 | - Call Me Irresponsible – Bobby Darrin - Puttin On The Ritz | - Adiós Nonino – Ástor Piazzolla | - Everybody Dance Now – C+C Music Factory |
| 2003–04 | - Tears on My Pillow – Little Anthony - Tutti Frutti – Little Richard choreografia: Suzanne Killing | - Russian medley – Johann Christian Bach | - Tears on My Pillow – Little Anthony - Tutti Frutti – Little Richard |
| 2002–03 | - Les Poissons Concerto Sopra Motivi dell'Opera – Johann Christian Bach | - Magalenha – Sérgio Mendes - Eres Todo En Mi – Ana Gabriel - Tres Deseos – Gloria Estefan                                                                                                | |

### Trenerzy i choreografowie
Tessa Virtue i Scott Moir trenowani byli przez:
- 2016–2018: Marie-France Dubreuil, Patrice Lauzon, Romain Haguenauer
- 2013–2014: Marina Zujewa, Johnny Johns, Oleg Epstein
- 2012–2013: Marina Zujewa, Johnny Johns
- 2003–2012: Marina Zujewa, Igor Szpilband, Johnny Johns

Choreografię do ich programów układali: 
- 2016–2018: David Wilson, Marie-France Dubreuil, Samuel Choinard
- 2012–2014: Marina Zujewa
- 2003–2012: Marina Zujewa, Igor Szpilband

## Rekordy świata

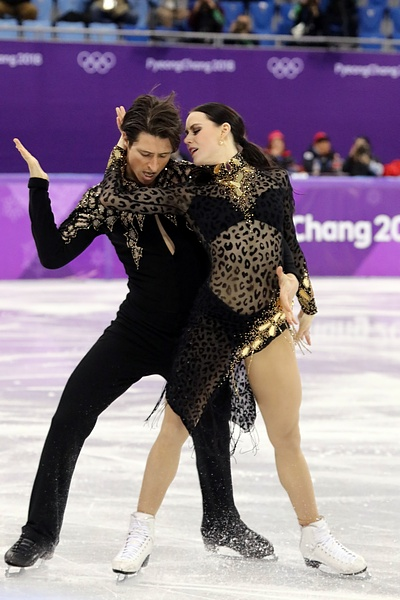
Ówczesny rekord świata w tańcu krótkim na igrzyskach olimpijskich (2018)

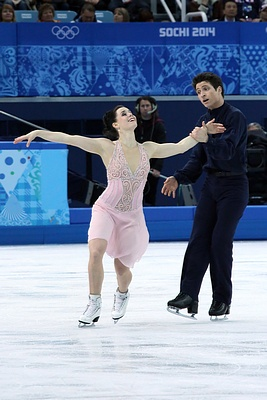
Ówczesny rekord świata w tańcu dowolnym na igrzyskach olimpijskich (2014)

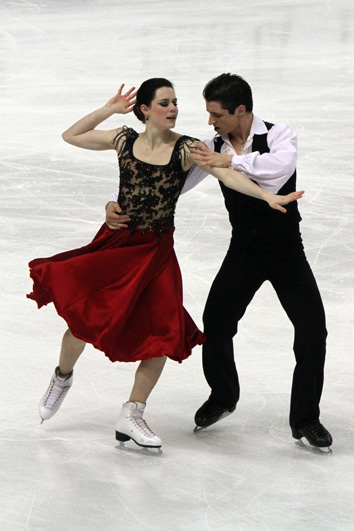
Historyczny rekord świata w tańcu oryginalnym na mistrzostwach świata przed zmianą przepisów (2010)

Rekordy i inne osiągnięcia, w parze z Tessą Virtue:
- Najbardziej utytułowana para taneczna w historii Igrzysk Olimpijskich
- Najbardziej utytułowana para taneczna w Kanadzie
- Czwarte miejsce wśród najbardziej utytułowanych Olimpijczyków kanadyjskich w historii
- Najdłużej trwające partnerstwo wśród kanadyjskich par tanecznych
- Pierwsza i jedyna para taneczna, która zdobyła złoty medal olimpijski w debiucie olimpijskim
- Pierwsza i jedyna para taneczna, która zdobyła złoty medal olimpijski niebędąca wcześniej mistrzami świata
- Najmłodsza para taneczna, która zdobyła złoty medal olimpijski
- Jedyna para taneczna, która zdobyła złoty medal olimpijski w swojej ojczyźnie
- Pierwsza para taneczna z Ameryki Północnej, która zdobyła złoty medal olimpijski
- Pierwsza para taneczna, która zdobyła złoty medal olimpijski będąca wcześniej mistrzami świata juniorów
- Pierwsza i jedyna kanadyjska para taneczna, która wygrała finał Grand Prix juniorów
- Pierwsza i jedyna para taneczna, która wygrała mistrzostwa świata i finał Grand Prix na poziomie juniorskim i seniorskim
- Pierwsza para, która otrzymała cztery noty 10,0 pkt od sędziów ISU
- Pierwsi łyżwiarze figurowi od 38 lat, którzy zdobyli 3 złote medale olimpijskie
- 3-krotni mistrzowie świata
- 7-krotni medaliści mistrzostw świata
- 8-krotni mistrzowie Kanady
- 10-krotni medaliści mistrzostw Kanady
- Historyczni rekordziści w tańcu oryginalnym
- Pierwsza para w Kanadzie, która była chorążymi olimpijskimi

Przed sezonem 2018/2019
| Data                     | Punkty                  | Zawody                                | Uwagi                   |                         |
| Rekordy w nocie łącznej  | Rekordy w nocie łącznej | Rekordy w nocie łącznej               | Rekordy w nocie łącznej | Rekordy w nocie łącznej |
| ------------------------ | ----------------------- | ------------------------------------- | ----------------------- | ----------------------- |
| 20 lutego 2018           | 206,07                  | Igrzyska olimpijskie 2018             |                         |                         |
| 28 października 2017     | 199,86                  | Skate Canada International 2017       |                         |                         |
| 1 kwietnia 2017          | 198,62                  | Mistrzostwa świata 2017               |                         |                         |
| 10 grudnia 2016          | 197,22                  | Finał Grand Prix 2017                 |                         |                         |
| 27 listopada 2016        | 195,84                  | NHK Trophy 2016                       |                         |                         |
| 7 grudnia 2013           | 190,00                  | Finał Grand Prix 2013                 |                         |                         |
| 30 kwietnia 2011         | 181,79                  | Mistrzostwa świata 2011               |                         |                         |
| Rekordy w tańcu dowolnym |                         |                                       |                         |                         |
| 17 lutego 2014           | 114,66                  | Igrzyska olimpijskie 2014             |                         |                         |
| 11 grudnia 2011          | 112,33                  | Finał Grand Prix 2012                 |                         |                         |
| 30 kwietnia 2011         | 107,50                  | Mistrzostwa świata 2011               |                         |                         |
| Rekordy w tańcu krótkim  |                         |                                       |                         |                         |
| 19 lutego 2018           | 83,67                   | Igrzyska olimpijskie 2018             |                         |                         |
| 27 października 2017     | 82,68                   | Skate Canada International 2017       |                         |                         |
| 31 marca 2017            | 82,43                   | Mistrzostwa świata 2017               |                         |                         |
| 9 grudnia 2016           | 80,50                   | Finał Grand Prix 2017                 |                         |                         |
| 26 listopada 2016        | 79,47                   | NHK Trophy 2016                       |                         |                         |
| 6 grudnia 2013           | 77,59                   | Finał Grand Prix 2014                 |                         |                         |
| 29 kwietnia 2011         | 74,29                   | Mistrzostwa świata 2011               |                         |                         |
| 17 lutego 2011           | 69,40                   | Mistrzostwa czterech kontynentów 2011 |                         |                         |

Przed sezonem 2010/2011
| Data                        | Punkty                      | Zawody                      | Uwagi                                             |                             |
| Rekordy w tańcu oryginalnym | Rekordy w tańcu oryginalnym | Rekordy w tańcu oryginalnym | Rekordy w tańcu oryginalnym                       | Rekordy w tańcu oryginalnym |
| --------------------------- | --------------------------- | --------------------------- | ------------------------------------------------- | --------------------------- |
| 25 marca 2010               | 70,27                       | Mistrzostwa świata 2010     | Historyczny rekord świata przed sezonem 2010/2011 |                             |

## Rekordy życiowe
Tessa Virtue / Scott Moir
| Historyczne rekordy życiowe przed sezonem 2018/2019 | Historyczne rekordy życiowe przed sezonem 2018/2019 | Historyczne rekordy życiowe przed sezonem 2018/2019 | Historyczne rekordy życiowe przed sezonem 2018/2019 | Historyczne rekordy życiowe przed sezonem 2018/2019 |
| Segment                                             | Data                                                | Punkty                                              | Zawody                                              | Uwagi                                               |
| --------------------------------------------------- | --------------------------------------------------- | --------------------------------------------------- | --------------------------------------------------- | --------------------------------------------------- |
| TSS                                                 | 20 lutego 2018                                      | 206,07                                              | Igrzyska olimpijskie 2018                           | Rekord świata do 24 marca 2018.                     |
| SD                                                  | 19 lutego 2018                                      | 83,67                                               | Igrzyska olimpijskie 2018                           | Rekord świata do 23 marca 2018.                     |
| SD TES                                              | 19 lutego 2018                                      | 44,53                                               | Igrzyska olimpijskie 2018                           |                                                     |
| SD PCS                                              | 19 lutego 2018                                      | 39,14                                               | Igrzyska olimpijskie 2018                           |                                                     |
| FD                                                  | 20 lutego 2018                                      | 122,40                                              | Igrzyska olimpijskie 2018                           |                                                     |
| FD TES                                              | 20 lutego 2018                                      | 63,35                                               | Igrzyska olimpijskie 2018                           |                                                     |
| FD PCS                                              | 20 lutego 2018                                      | 59,05                                               | Igrzyska olimpijskie 2018                           |                                                     |
| Historyczne rekordy życiowe przed sezonem 2010/2011 |                                                     |                                                     |                                                     |                                                     |
| Segment                                             | Data                                                | Punkty                                              | Zawody                                              | Uwagi                                               |
| CD                                                  | 23 marca 2010                                       | 44,13                                               | Mistrzostwa świata 2010                             |                                                     |
| CD TES                                              | 23 marca 2010                                       | 22,22                                               | Mistrzostwa świata 2010                             |                                                     |
| CD PCS                                              | 23 marca 2010                                       | 21,91                                               | Mistrzostwa świata 2010                             |                                                     |
| OD                                                  | 25 marca 2010                                       | 70,27                                               | Mistrzostwa świata 2010                             | Historyczny rekord świata w tańcu oryginalnym.      |
| OD TES                                              | 14 lutego 2008                                      | 34,74                                               | Mistrzostwa czterech kontynentów 2008               |                                                     |
| OD PCS                                              | 25 marca 2010                                       | 35,97                                               | Mistrzostwa świata 2010                             |                                                     |

## Nagrody i odznaczenia
- Członek Orderu Kanady – 2020 (Za niezrównaną doskonałość w tańcu na lodzie i inspirowanie następnego pokolenia kanadyjskich łyżwiarzy figurowych)[116]
- Canada's Walk of Fame – 1 grudnia 2018[117]